# Monti Ḥajar
Gli Al-Ḥajar (arabo: جبال الحجر) sono una catena montuosa dell'Oman settentrionale, situata parallelamente alla costa del golfo di Oman e disposta in un arco esteso verso sud-est dalla penisola di Musandam fin quasi a Raʾs (capo) Al-Ḥadd sull'estrema punta nord-orientale della penisola arabica. 
Da nord-ovest a sud-est, i monti Al-Ḥajar («La Pietra») comprendono il Ruʾūs al-Jibāl sovrastante lo stretto di Hormuz, lo Al-Gharbī al-Ḥajar (Hajar Occidentale), il vasto massiccio dello Al-Jabal Al-Akhḍar (Montagna Verde), il Jabal Nakhl, lo Al-Sharqī al-Ḥajar (Hajar Orientale) e il Jabal Banī Jābir. Questa catena, con le sue pendici impervie rivolte verso il mare, raggiunge il punto culminante con lo Al-Jabal (monte) Al-Akhḍar (3075 m); la sua altitudine media è di circa 1220 m. Gli Al-Ḥajar hanno un aspetto generalmente desolato, fatta eccezione per lo Al-Jabal Al-Akhḍar, dove le maggiori precipitazioni permettono la crescita di un po' di erba medica, di palme da dattero, di piante di lime e di alberi da frutto.
Geologicamente, la catena è costituita per lo più di calcare ed è attraversata da molti uadi, quali il Wadi Al-Ḥawāsinah, il Wadi Samāʾil e il Wadi Al-ʿUdayy. Essa ospita molte specie animali, compresi il leopardo e il tahr dell'Arabia, una capra selvatica che non è presente in altre zone del Paese. Vallate a forma di conca scavate nel versante settentrionale degli Al-Ḥajar dagli uadi che scorrono verso nord ospitano minuscoli insediamenti agricoli collegati alla costa da sentieri pianeggianti. Gli abitanti sono prevalentemente ibāḍīti e furono coinvolti nella fallimentare guerra del Jebel Akhdar degli anni '50 contro il sultanato di Oman.